# Dávid Ben-Gúrión

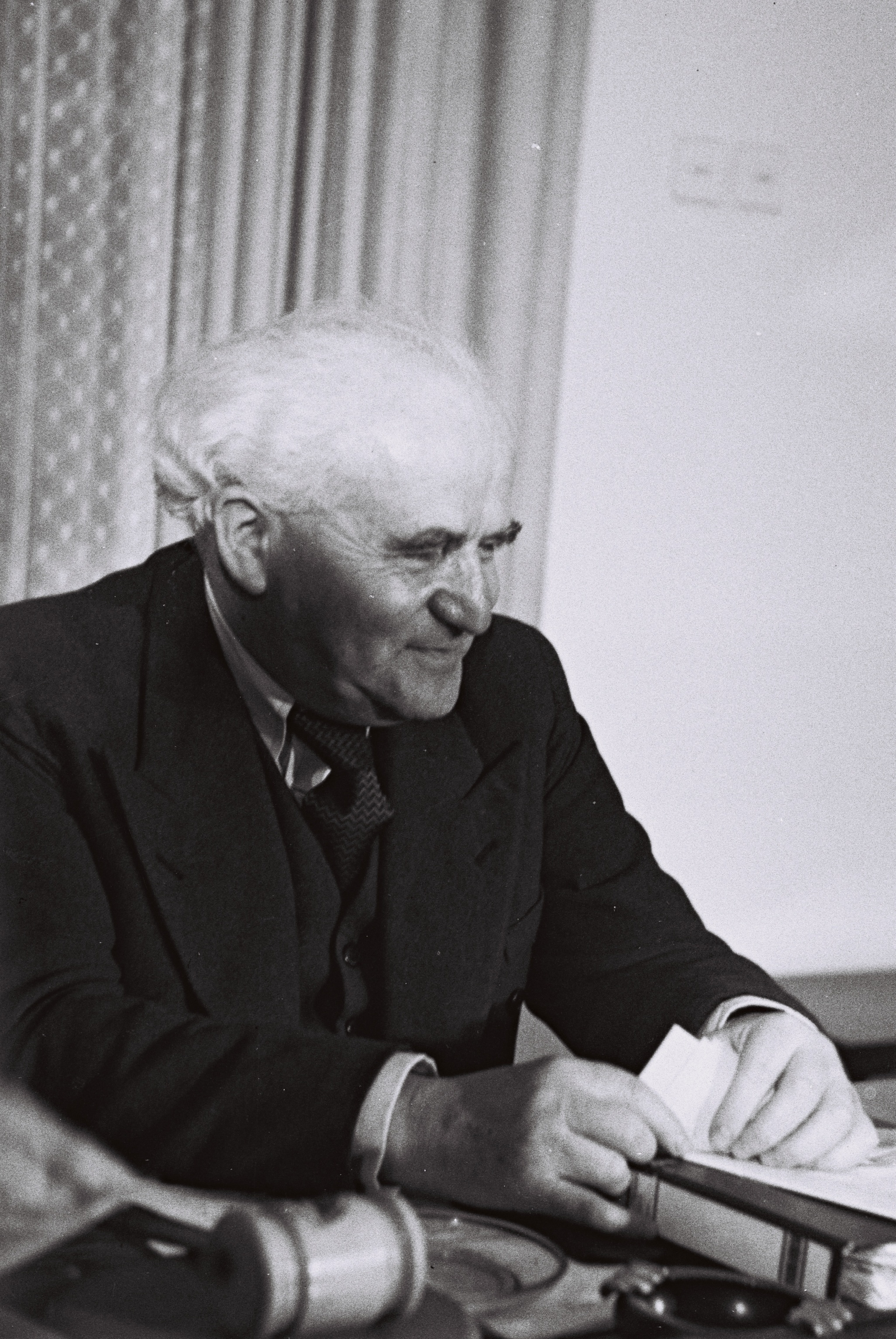
Dávid Ben-Gúrión 1949-ben

Dávid Ben-Gúrión (héberül: דוד בן-גוריון; angol átírással David Ben-Gurion, eredeti nevén David Grüen; Płońsk, Visztula tartomány, 1886. október 16. – Tel-Aviv, Izrael, 1973. december 1.) izraeli politikus, miniszterelnök.

## Élete
Apja Victor Grüen ügyvéd, anyja Sheindel Fridman. 12 évesen elhatározta, hogy politikával akar foglalkozni. 14 évesen két idősebb társával együtt létrehozta az Ezra ifjúsági mozgalmat, hogy a Palesztinába való kivándorlást segítsék elő. 16 évesen Varsóba ment, hogy ott megszerezze az érettségit. Közben, hogy eltartsa magát, egy modern szellemű héber iskolában tanított. 17 évesen csatlakozott a Póalé Cijón (Cionista Munkások) mozgalmához. 1905-06 között Oroszországban kétszer letartóztatták forradalmi-cionista tevékenysége miatt. A második letartóztatásakor csak egy barátjának az 1000 rubelje mentette meg a szibériai fogságtól. Kiszabadulása után elhatározta, hogy Palesztinába megy. Először Odesszába ment és ott egy orosz kereskedelmi hajóra szállva indult el az Ígéret Földjére, Erec Jiszráél-be.
1906. szeptember 9-én érkezett Jaffába az akkor 23 éves David Grüen.[forrás?] Földművesként kezdett el dolgozni, de hamarosan malária döntötte le a lábáról és egy orvos javasolta neki, jobban tenné, ha elhagyná az országot, mivel a klíma nem az ő egészségének való. De ő kitartott, és ekkor választotta a Ben-Gúrión nevet, melyet szívesebben használt, mint orosz nevét. Ez a név egy zsidó vezető neve volt a római kori Palesztinában a Második Templom lerombolásakor.
Támadta azokat a zsidó földtulajdonosokat, akik inkább az olcsó arab munkaerőt alkalmazták a frissen érkezett zsidók helyett. Sokszor sztrájkokat szervezett célja elérése érdekében. Egy hónappal Palesztinába érkezése után már részt vett a Jaffában tartott Póalé Cijón gyűlésén, ahol beválasztották a 10 fős bizottságba. Titokban egy Ramlehi arab kocsmában találkoztak, ahol megalkották az ún. ramlehi programot, amiben kifejtik, hogy „A párt célja: a zsidó emberek politikai függetlensége ebben az országban.”
Dávid Ben-Gúrión 1912-ben Jeruzsálemben csatlakozott a cionista munkásmozgalom (a Póalé Cijón) Ahdúd (Egység) című újságának szerkesztőbizottságához. 1911-ben a Bécsben tartott Póalé Cijón világkongresszusán képviselte Palesztinát. 1911-től jogot tanult a konstantinápolyi egyetemen. Amikor kitört az első világháború, már Palesztina felé tartottak nyári vakációjukra egy orosz hajóval, de egy német hajó megtámadta őket.
Palesztinában zsidó önkéntes milíciát szerveztek a zsidók elleni támadások miatt. 1915 elején Dzsemal pasa, mivel látta, hogy neveik az elkövetkező cionista kongresszusi listán szerepelnek, száműzte őket az Oszmán Birodalomból. Egyiptomba távoztak azon év márciusában. Ben-Gúrión segített a Zsidó Légió létrehozásában, amelyet Angliában állítottak fel és majd később Egyiptomba helyeztek át. Később az Amerikai Egyesült Államokba ment, hogy ott fiatal zsidókat toborozzon a Zsidó Légió számára és arra biztassa őket, hogy Palesztinába kell és érdemes jönniük a háború után. Mindezen tevékenységek közepette megismerkedett Paula Munweis-szel és 1917. december 5-én délelőtt 11.30-kor titokban összeházasodtak New Yorkban, a City Hallban. Amikor a Balfour-deklaráció (1917. november 2.) köztudomásra jutott, Ben-Gúrión éppen az USA-ban volt és ezt írta Háim Weizmannak: „Britannia nem adta vissza nekünk Palesztinát… [de] Britannia …elismert minket, mint nemzetet és a jogunkat egy országhoz. De csak a héber emberek tehetik ezt kézzelfoghatóvá, csak az ő lelkükkel, az erejükkel és tőkéjükkel, építhetik fel a Nemzeti Otthonukat és érhetik el a nemzeti újjászületésünket.” A háború után megalakították a Hisztadrútot (Zsidó Munkások Általános Szövetsége), 1922 decemberében, és meg is választották a főtitkárának. Ezzel ő lett a főtitkára az egyedüli, szervezetileg elismert politikai formációnak Palesztinában. A tagsági könyvének a száma a hármas volt. A Hisztadrút célja: Izrael állam megalakításának elősegítése. Ez volt Ben-Gúrión válasza a Balfour-deklarációra.
1921 márciusában létrehozták a Haganát, mint ‘véderőt’. 1930-ban részt vett a Mapaj (Izrael Földjének Munkáspártja) megalapításában. 1930 szeptemberében Berlinben ő nyitotta meg a Zsidó Munkások Világkongresszusát. 1934-ben a Zsidó Ügynökség végrehajtó bizottságának elnöke lett, egészen 1948-ig. 1939-ben megszületett a MacDonald-féle Fehér Könyv (1939. május 7.), amely nem tagadja meg a Balfour-deklarációt, de nem jelenti azt, hogy „Palesztinát zsidó állammá alakítják át.” Ez a lépés Ben-Gúriónékat arra ösztönözte, hogy Anglia ellen elindítsák a harcos cionizmust. Így fogalmazta ezt meg: „Úgy harcolunk a háborúban, mintha nem lenne Fehér Könyv, és úgy harcolunk a Fehér Könyv ellen, mintha nem lenne háború.” Ben-Gúriónt és más angolbarát cionista vezetőket London magatartása arra ösztönzött, hogy megszerezzék az Amerikai Egyesült Államok támogatását. 1942. május 11-én megalkották a Baltimore-programot, amelyben elutasítják az 1939-es Fehér könyvet és Izrael Állam megalakítását teszik céljaik elérésének első helyére. David Ben-Gúrión 1945. június 26-án New Yorkban egy sajtótájékoztatón ezeket mondta: „Ha a brit kormány tényleg fent szándékozik tartani a hatalmát és kierőszakolni a Fehér Könyvet, akkor állandó és brutális erőt kell alkalmaznia.”
1945. október 1-jén Ben-Gúrión kiadta a parancsot a britek elleni harc megkezdésére. Az első katonai akciót október 9-én hajtották végre, amikor is egy fogolytábort támadtak meg Atlítnál, és 200 foglyot szabadítottak ki. 1946. június 28-a Fekete Szombat, a britek az összes cionista vezetőt elfogták, kivéve Ben-Gúriónt, mivel ő Párizsban tartózkodott. Itt Ho Si Minh felajánlotta a zsidóknak a közép-vietnámi felföldet zsidó hazának.
1948. május 14-éről 15-ére virradóra a brit mandátum megszűnt Palesztinában, és május 14-én 16 órakor megszületett Izrael állam. 15-én az összes arab állam egyszerre támadt Izraelre. 1949. elejére megvédte területeit, és még növelte is azt. Ben-Gúrión sikeresen valósította meg az álmát és védte is azt meg. 1948-tól miniszterelnök és még 15 évig állt az állam élén, mint miniszterelnök 1963-ig, kivéve 1953-55 között. Politikai működése idején az ország még két háborúból került ki győztesen. Az ország népessége megháromszorozódott, 0,5 millióról 1,5 millióra emelkedett. 1965-ben megalapította a Ráfít (Izraeli Munkások és Nem-Partizánok Listája). Habár elvesztette pártjának vezető szerepét, a Kneszetben egészen 1970-ig tevékenyen részt vett, és utána visszavonult a politikából és a Negev-sivatagban lévő Sdé Bóker kibucba költözött. Tel-Avivban halt meg 1973. december 1-jén.